# Бенцин
Бенцин (нім. Bentzin) — громада в Німеччині, розташована в землі Мекленбург-Передня Померанія. Входить до складу району Передня Померанія-Грайфсвальд. Складова частина об'єднання громад Ярмен-Тутов.
Площа — 38,76 км2. Населення становить 848 ос. (станом на 31 грудня 2020).

## Галерея

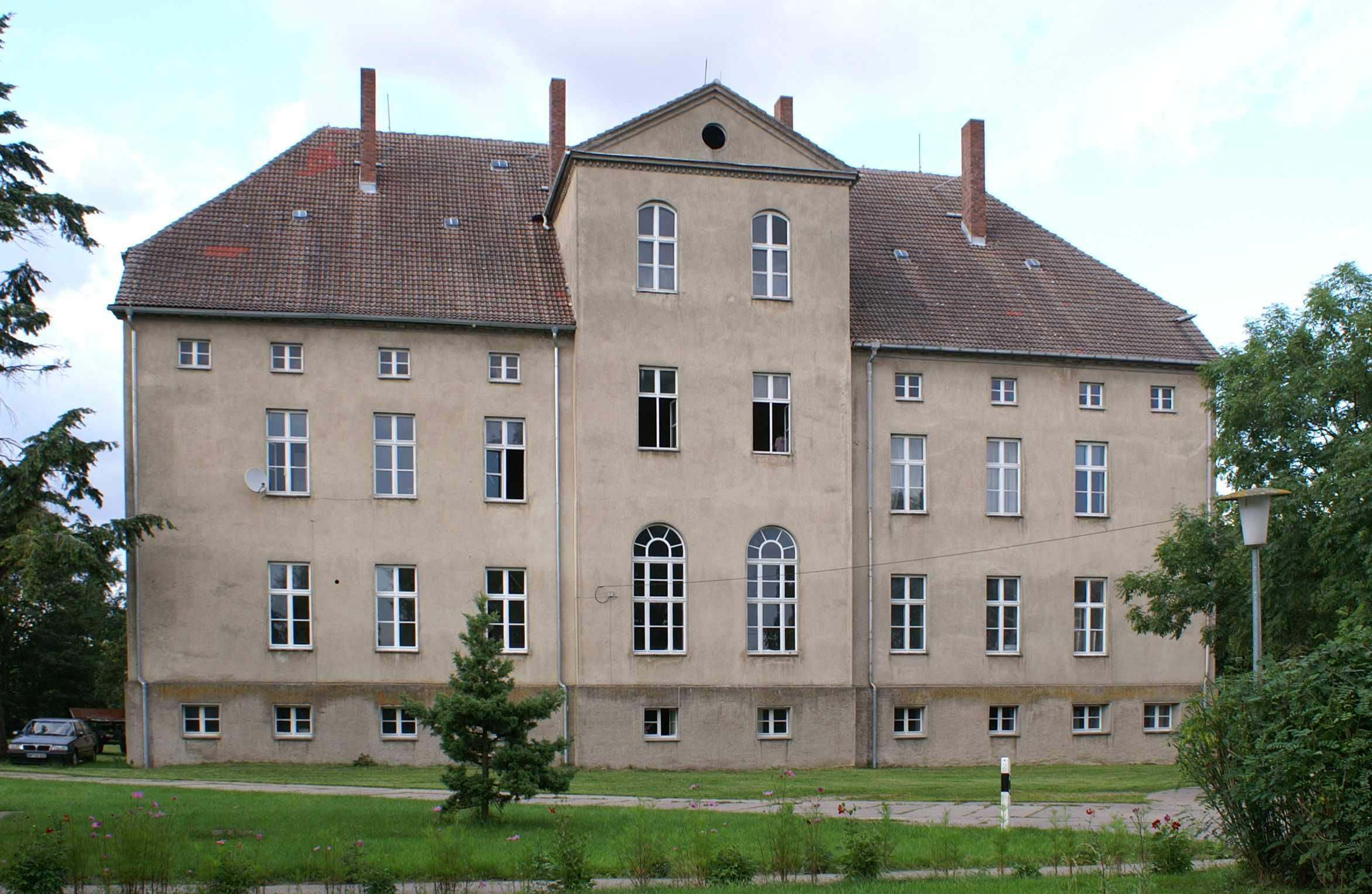
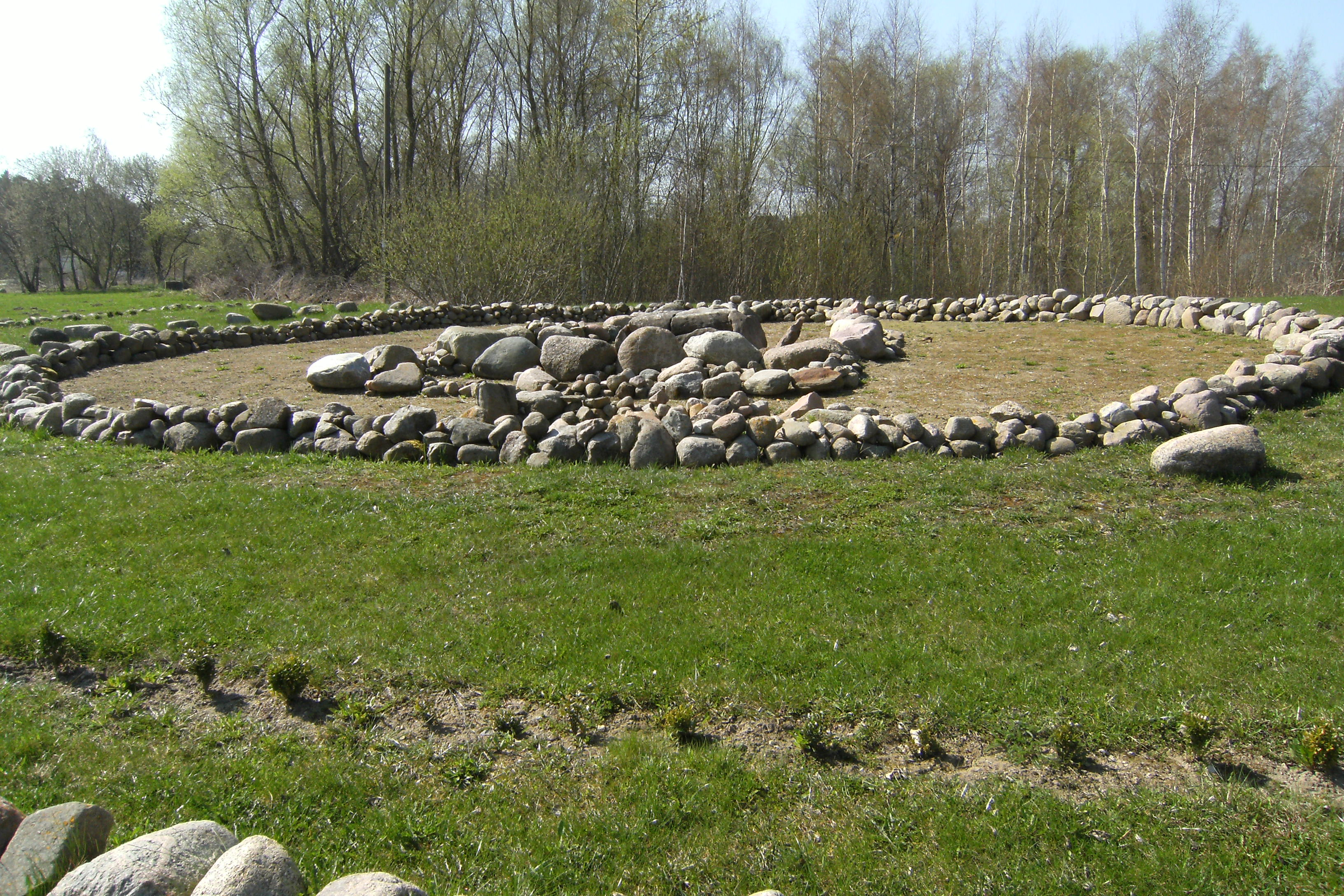